# 陈其挥
陈其挥（1906年—1987年），又名陈又亮，男，福建永春人，中国政治人物，曾任致公党中央常委，第五、六届全国政协委员。